# Orbea caudata
Orbea caudata är en oleanderväxtart. Orbea caudata ingår i släktet Orbea och familjen oleanderväxter.

## Underarter
Arten delas in i följande underarter:
- O. c. caudata
- O. c. rhodesiaca